# Quidditch-Europameisterschaft 2015
Die Quidditch-Europameisterschaft 2015, war die erste Europameisterschaft für den Quidditch-Sport, die in Zusammenarbeit mit der Stadt Sarteano, Quidditch Europe und der International Quidditch Association organisiert wurde. Ausgetragen wurde das Turnier vom 24. bis 26. Juli 2015 in der Stadt Sarteano, Italien. Der Sieg ging an Frankreich gegen das Vereinigte Königreich mit einem Endergebnis von 90*-50 und der Dritte Platz wurde von Norwegen mit einem Sieg von 150*-80 gegen Belgien belegt.

## Organisation
Die einzige Teilnahmevoraussetzung für Teams war die Existenz eines nationalen Verbandes.

Nach einer Ausschreibung, die von Quidditch Europe und der IQA veröffentlicht wurde, wurde Sarteano als Gewinner bekannt gegeben. Zur Vorbereitung auf die Spiele führte Sarteano mehrere Marketingkampagnen im ganzen Land, in Europa und in den Vereinigten Staaten durch. An den großen Flughäfen in Italien wurden Busse für den Transport der Mannschaften zum Austragungsort der Spiele bereitgestellt. Zusätzlich organisierte die Stadt mehrere Unterhaltungsveranstaltungen, die der Öffentlichkeit zugänglich waren, von Workshops bis hin zu Live-Konzerten.

## Teilnehmer
Die nachfolgenden zwölf Mannschaften nahmen an den Europameisterschaften 2015 teil:

Europameister
Zweitplatzierter
Platz 3
Teilnehmer

| Mannschaft             | Anzahl der Athleten | Nationaler Dachverband               |
| ---------------------- | ------------------- | ------------------------------------ |
| Belgien                | 21                  | Belgian Quidditch Federation         |
| Deutschland            | 14                  | Deutscher Quidditchbund              |
| Frankreich             | 21                  | Fédération du quidditch français     |
| Irland                 | 8                   | Quidditch Ireland                    |
| Italien (Gastgeber)    | 20                  | Associazione Italiana Quidditch      |
| Katalonien             | 21                  | Associació de Quidditch de Catalunya |
| Niederlande            | 13                  | Muggle Quidditch Nederland           |
| Norwegen               | 17                  | Norges Rumpeldunkforbund             |
| Polen                  | 7                   | Polska Liga Quidditcha               |
| Spanien                | 21                  | Asociación Quidditch España          |
| Türkei                 | 14                  | Quidditch Derneği                    |
| Vereinigtes Königreich | 21                  | QuidditchUK                          |

## Spielleitung
Die Partien fanden für die meisten Ligen in der Nebensaison statt, so dass mehrere Offizielle aus den Vereinigten Staaten und Kanada anreisten, um als Schiedsrichter zu fungieren. Die meisten Mannschaften stellten freiwillige Schiedsrichter zur Verfügung, um die Lücken zu füllen, in denen keine spielenden Offiziellen verfügbar waren. Die meisten Spielzeiten als Schnatz absolvierte Nicole Stone von QuidditchUK, die den Spitznamen „Little Snitch“ trug.

## Aufbau und Ergebnisse
Die Turnierstruktur bestand aus einem anfänglichen Gruppenspiel, bei dem die Gruppen aus Töpfen bestanden, die auf der Grundlage der EQC-Rangliste und der saisonalen Leistung zusammengestellt wurden.
Die besten vier Teams aus jeder Gruppe zogen dann in die Bracket-Phase ein, wo die Brackets anhand der folgenden Kriterien entschieden wurden: gewonnene Spiele, Ergebnis von direktem Aufeinandertreffen, Durchschnittliche Punktedifferenz und Prozentsatz der Schnatzfänge. Die Spiele enden schließlich im Halbfinale, im Finale um den dritten Platz und im Spiel um die Goldmedaille.

### Gruppenphase

#### Gruppe A
| Rang | Team       | S | N | Diff | Qualifikation                   |         | Polen   | Spanien | Katalonien | Turkei  | Belgien |
| ---- | ---------- | - | - | ---- | ------------------------------- | ------- | ------- | ------- | ---------- | ------- | ------- |
| 1    | Frankreich | 5 | 0 | +570 | Qualifiziert für die K.O.-Phase | 360*–10 | 160*–10 | 190*–30 | 190*–60    | 150*–50 |         |
| 2    | Belgien    | 4 | 1 | +380 | Qualifiziert für die K.O.-Phase | 150*–0  | 140*–20 | 190*–50 | 140–50*    |         |         |
| 3    | Türkei     | 3 | 2 | −40  | Qualifiziert für die K.O.-Phase | 200*–0  | 100*–30 | 100*–80 |            |         |         |
| 4    | Katalonien | 2 | 3 | −30  | Qualifiziert für die K.O.-Phase | 190*–0  | 160*–70 |         |            |         |         |
| 5    | Spanien    | 1 | 4 | −170 |                                 | 170*–0  |         |         |            |         |         |
| 6    | Polen      | 0 | 5 | −720 |                                 |         |         |         |            |         |         |

#### Gruppe B
| Rang | Team                   | S | N | Diff | Qualifikation                   |         |         | Niederlande | Deutschland | Italien | Norwegen |
| ---- | ---------------------- | - | - | ---- | ------------------------------- | ------- | ------- | ----------- | ----------- | ------- | -------- |
| 1    | Vereinigtes Königreich | 5 | 0 | +500 | Qualifiziert für die K.O.-Phase | 260*–0  | 200–30* | 120–30*     | 110*–30     | 100*–40 |          |
| 2    | Norwegen               | 4 | 1 | +370 | Qualifiziert für die K.O.-Phase | 280*–10 | 220*–0  | 80–50*      | 110*–40     |         |          |
| 3    | Italien                | 3 | 2 | +170 | Qualifiziert für die K.O.-Phase | 180*–0  | 120*–20 | 100*–30     |             |         |          |
| 4    | Deutschland            | 2 | 3 | −20  | Qualifiziert für die K.O.-Phase | 110–50* | 120–40* |             |             |         |          |
| 5    | Niederlande            | 1 | 4 | −480 |                                 | 60*–30  |         |             |             |         |          |
| 6    | Irland                 | 0 | 5 | −540 |                                 |         |         |             |             |         |          |

### Bracket-Phase
|  | Viertelfinale          | Viertelfinale |                        |                        | Halbfinale       | Halbfinale |  |  | Finale | Finale |
|  |                        |               |                        |                        |                  |            |  |  |        |        |
|  |                        |               |                        |                        |                  |            |  |  |        |        |
|  | Frankreich             | 160           |                        |                        |                  |            |  |  |        |        |
|  | Frankreich             | 160           |                        |                        |                  |            |  |  |        |        |
|  | Deutschland            | 30*           |                        |                        |                  |            |  |  |        |        |
|  | Deutschland            | 30*           | Frankreich             | 110*                   |                  |            |  |  |        |        |
|  |                        |               | Frankreich             | 110*                   |                  |            |  |  |        |        |
|  |                        | Norwegen      | 40                     |                        |                  |            |  |  |        |        |
|  | Norwegen               | Norwegen      | 40                     | 160*                   |                  |            |  |  |        |        |
|  | Norwegen               |               |                        | 160*                   |                  |            |  |  |        |        |
|  | Türkei                 | 50            |                        |                        |                  |            |  |  |        |        |
|  |                        |               | Frankreich             | 90*                    |                  |            |  |  |        |        |
|  |                        |               |                        | Vereinigtes Königreich | 50               |            |  |  |        |        |
|  | Vereinigtes Königreich | 190*          |                        |                        |                  |            |  |  |        |        |
|  | Katalonien             | 0             |                        |                        |                  |            |  |  |        |        |
|  | Katalonien             | 0             | Vereinigtes Königreich | 80*                    |                  |            |  |  |        |        |
|  |                        |               | Vereinigtes Königreich | 80*                    | Spiel um Platz 3 |            |  |  |        |        |
|  |                        | Belgien       | 40                     |                        |                  |            |  |  |        |        |
|  | Belgien                | Belgien       | 40                     | 90                     | Norwegen         | 150*       |  |  |        |        |
|  | Belgien                |               |                        | 90                     | Norwegen         | 150*       |  |  |        |        |
|  | Italien                | 30*           |                        | Belgien                | 80               |            |  |  |        |        |
|  | Italien                | 30*           |                        |                        | 80               |            |  |  |        |        |
|  |                        |               |                        |                        |                  |            |  |  |        |        |

### Abschließende Rangliste
| Rang   | Mannschaft             |
| ------ | ---------------------- |
| Gold   | Frankreich             |
| Silber | Vereinigtes Königreich |
| Bronze | Norwegen               |
| 4      | Belgien                |
| 5      | Italien                |
| 6      | Türkei                 |
| 7      | Katalonien             |
| 8      | Deutschland            |
| 9      | Spanien                |
| 10     | Niederlande            |
| 11     | Irland                 |
| 12     | Polen                  |

## Auszeichnungen
Bei der Europäischen Meisterschaft wurden insgesamt zwei Preise vergeben: Erster Platz und MVP.
Der Preis für den ersten Platz war eine handgefertigte Metallskulptur, die von einem lokalen Kunsthandwerker für diese Veranstaltung geschaffen wurde und an die Mannschaft von Frankreich verliehen wurde, nachdem sie gewonnen hatte. Der MVP-Preis, ein handgemaltes Kunstwerk, ging an den Spieler Ollie Craig aus der Mannschaft von dem Vereinigten Königreich für seine Leistungen im Rahmen des Turniers.